# Hymenoplia vulpecula
Hymenoplia vulpecula är en skalbaggsart som beskrevs av Edmund Reitter 1890. Hymenoplia vulpecula ingår i släktet Hymenoplia och familjen Melolonthidae. Inga underarter finns listade i Catalogue of Life.